# Llista de peixos d'Illinois

Localització dIllinois als Estats Units

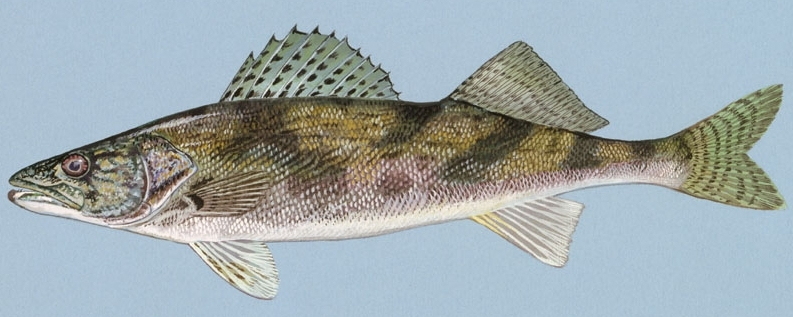
Sander canadensis

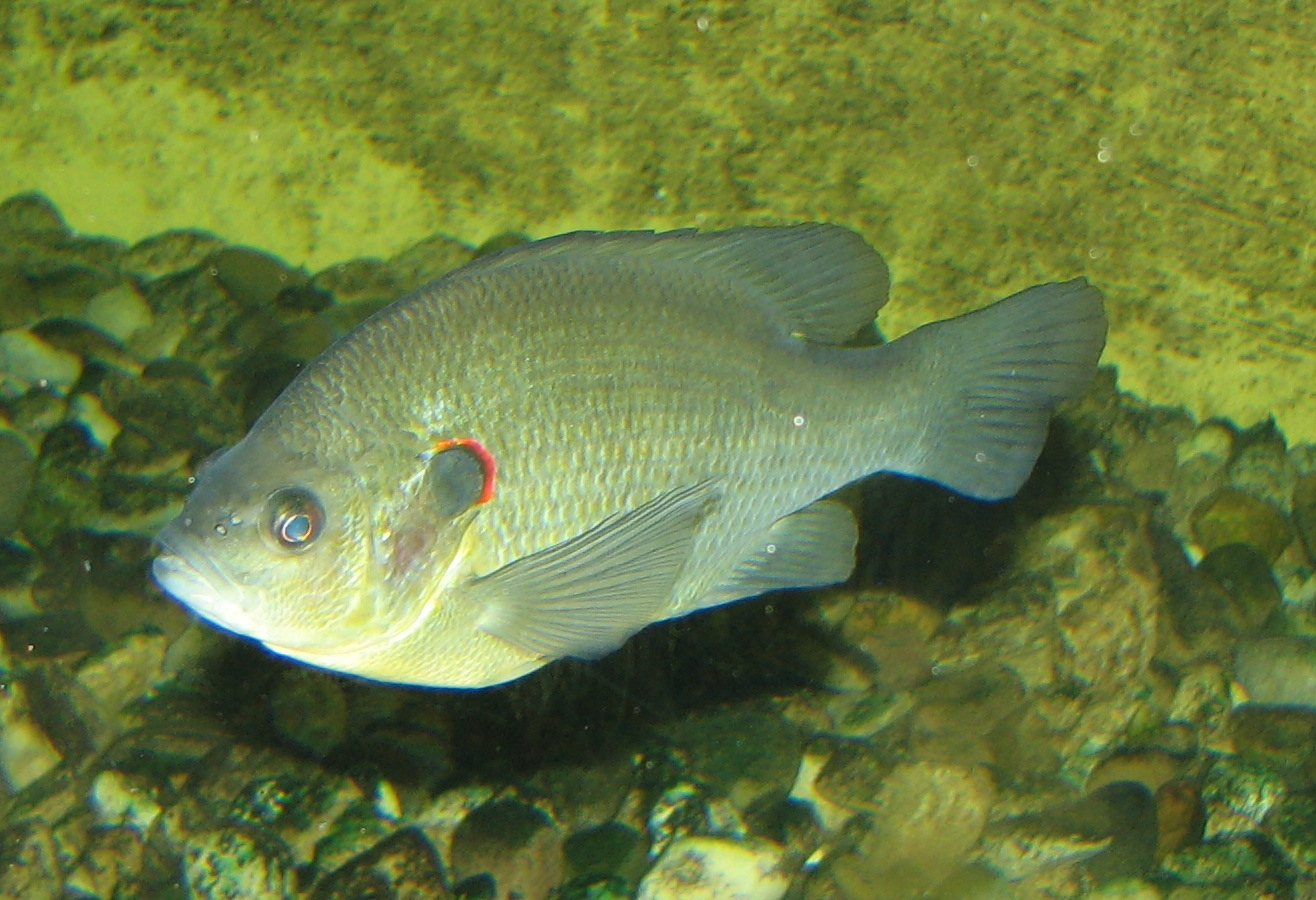
Lepomis microlophus

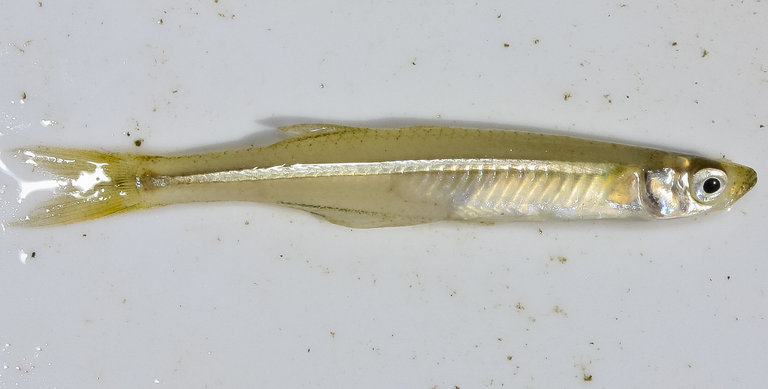
Menidia beryllina

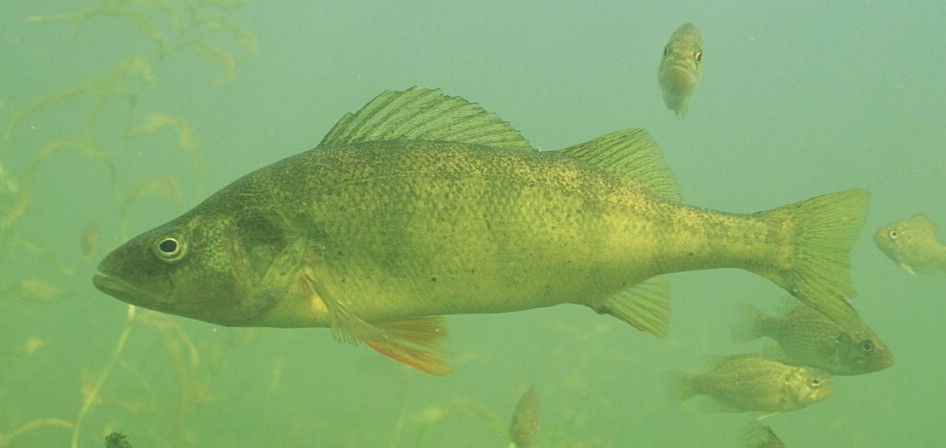
Perca flavescens

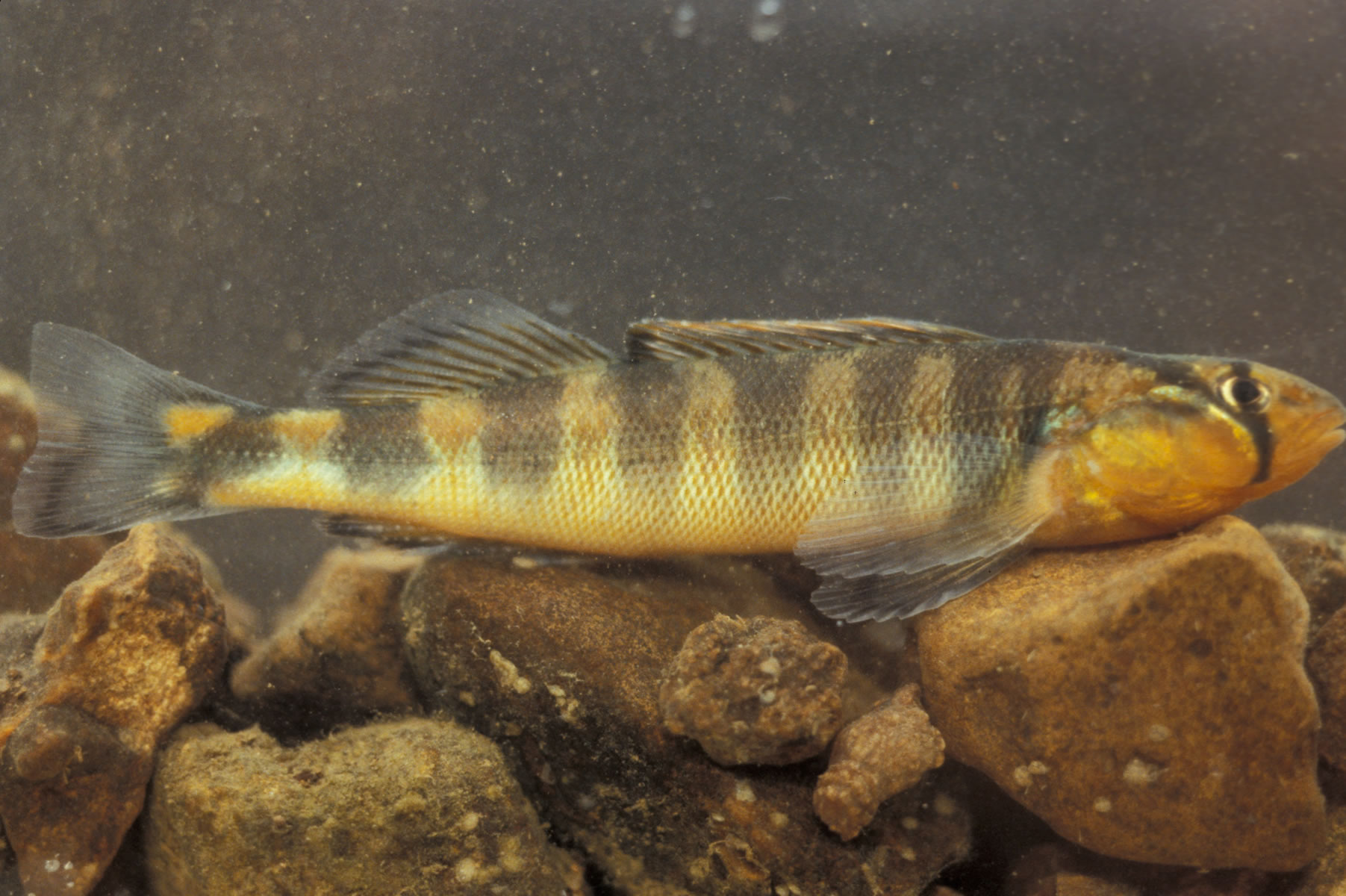
Percina evides

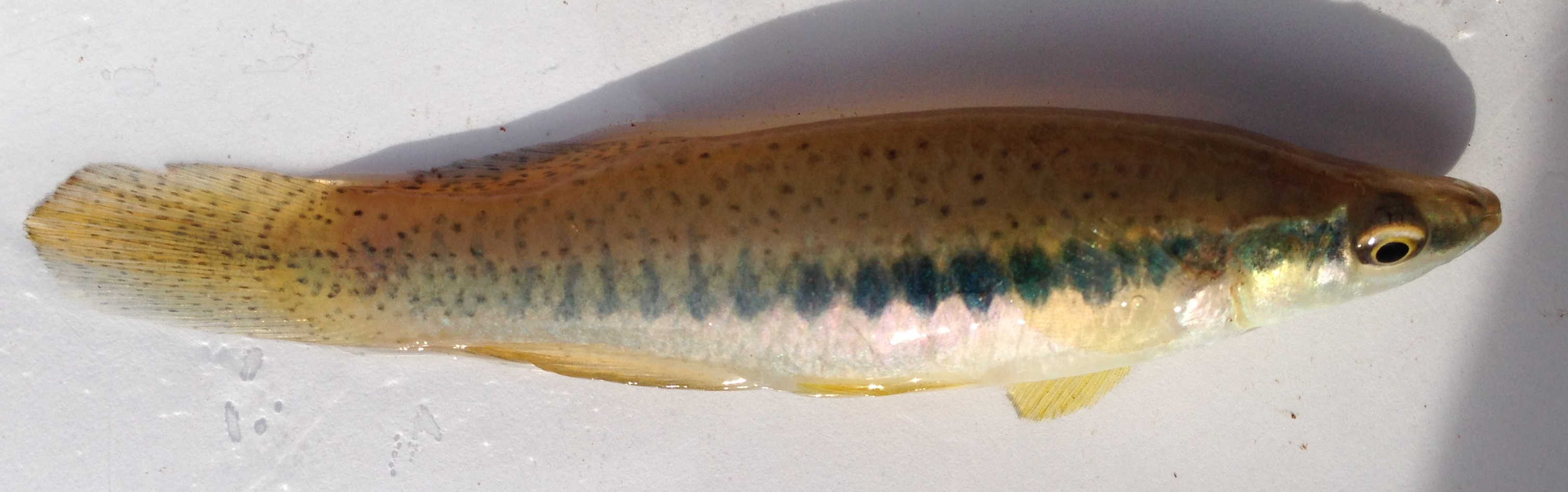
Fundulus olivaceus

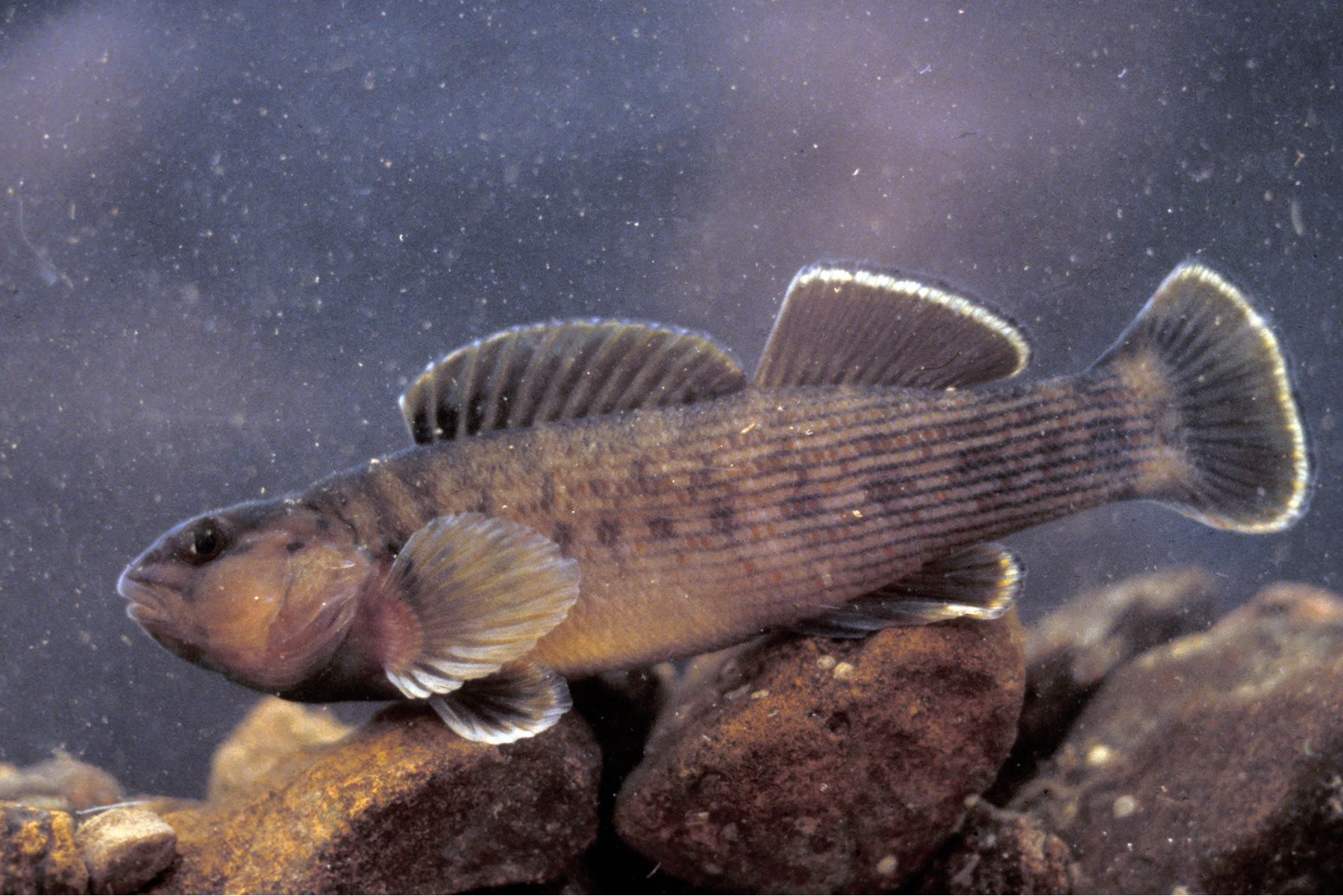
Etheostoma camurum

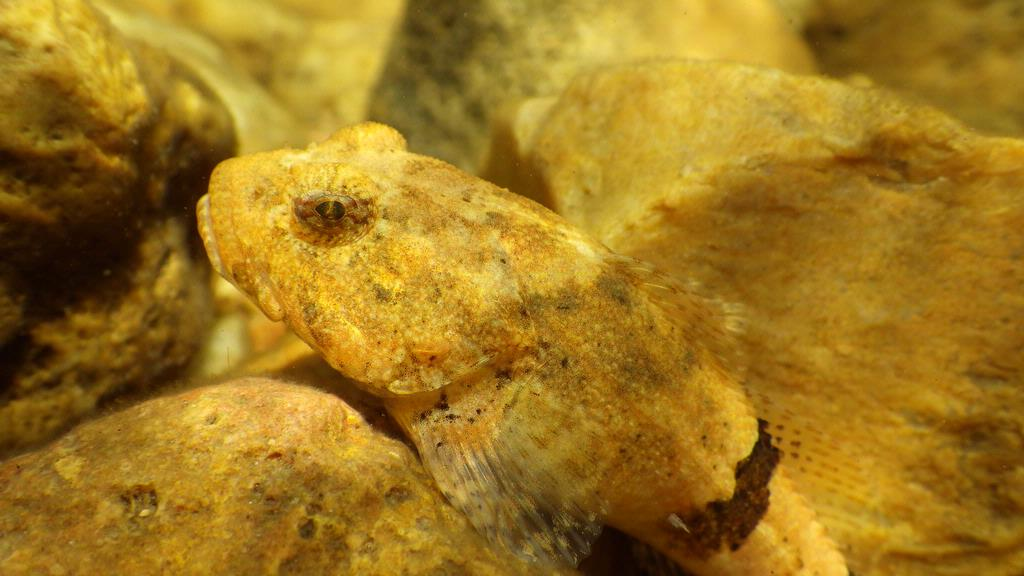
Cottus carolinae

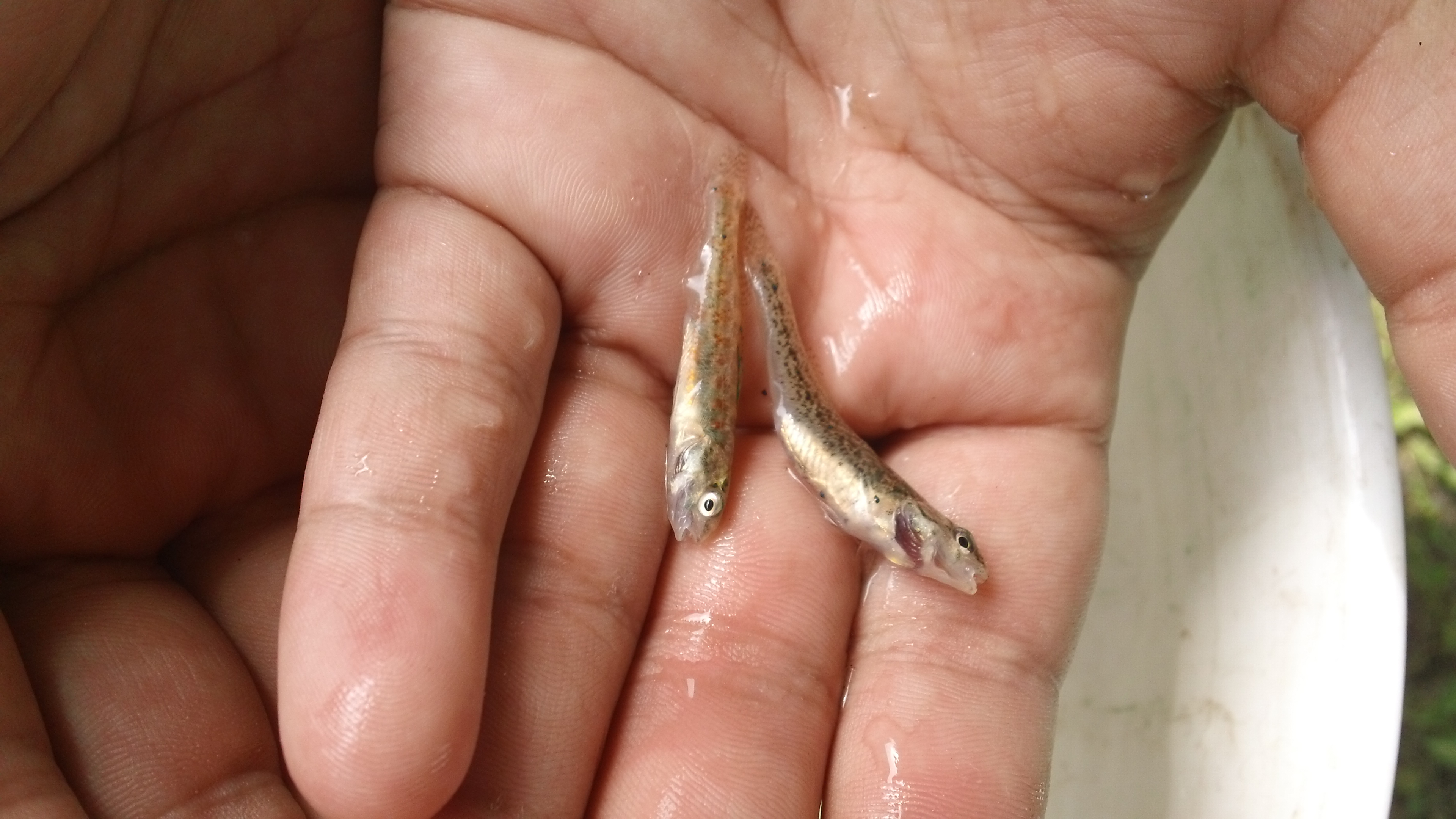
Etheostoma exile

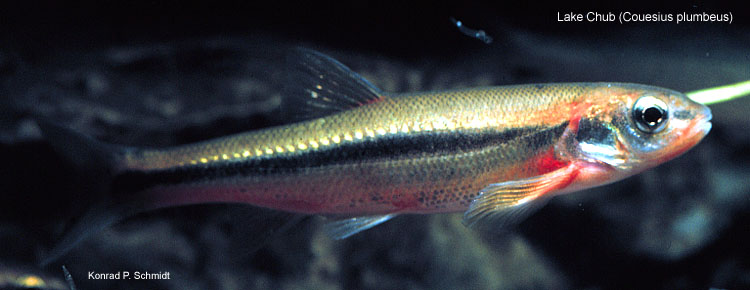
Couesius plumbeus

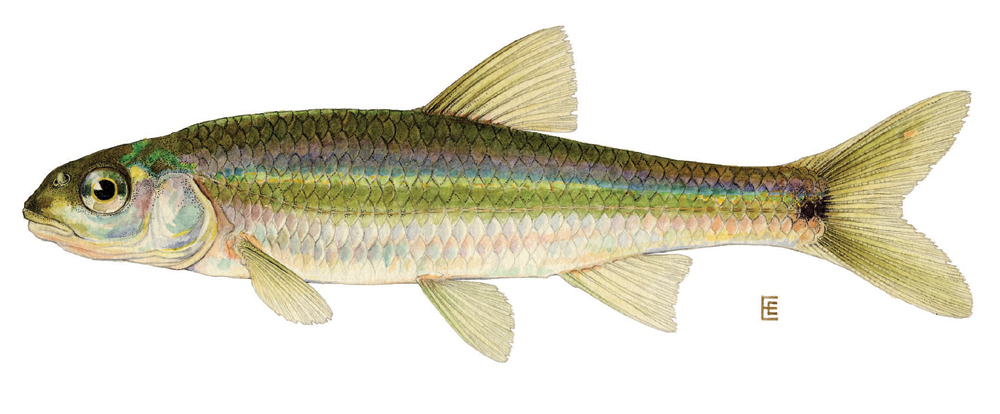
Notropis hudsonius

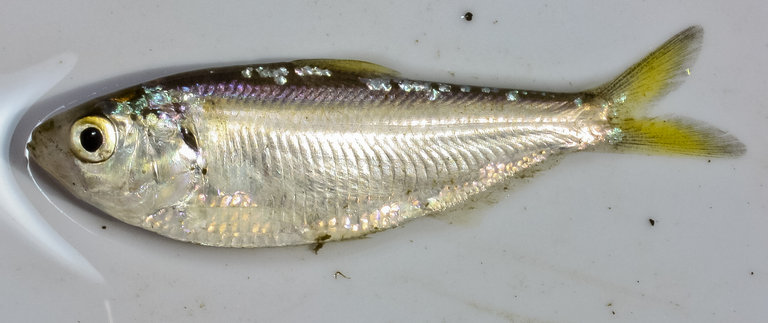
Dorosoma petenense

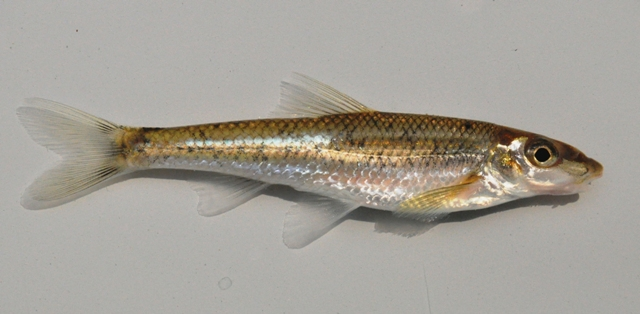
Erimystax x-punctatus

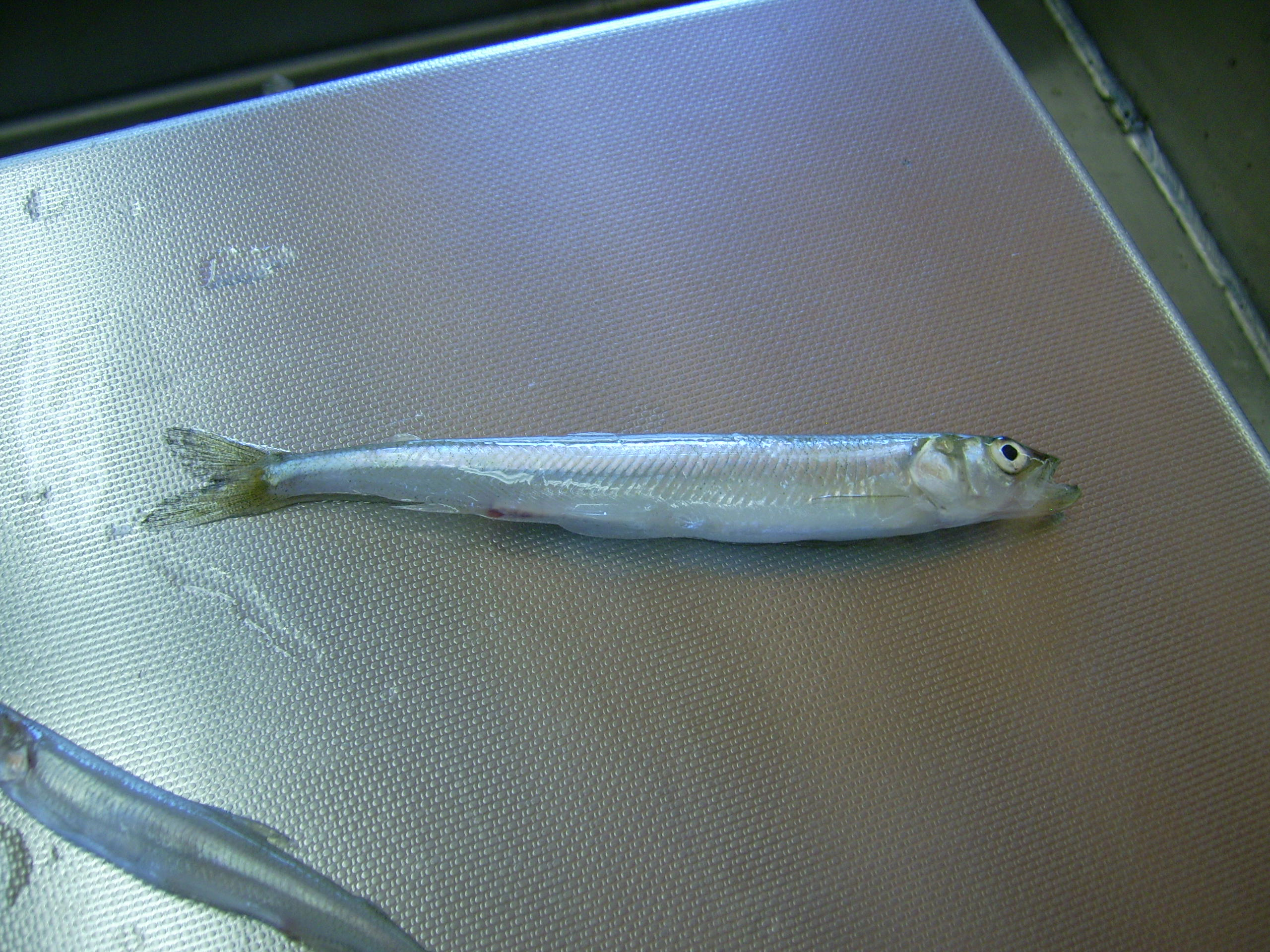
Esperlà nord-americà (Osmerus mordax)

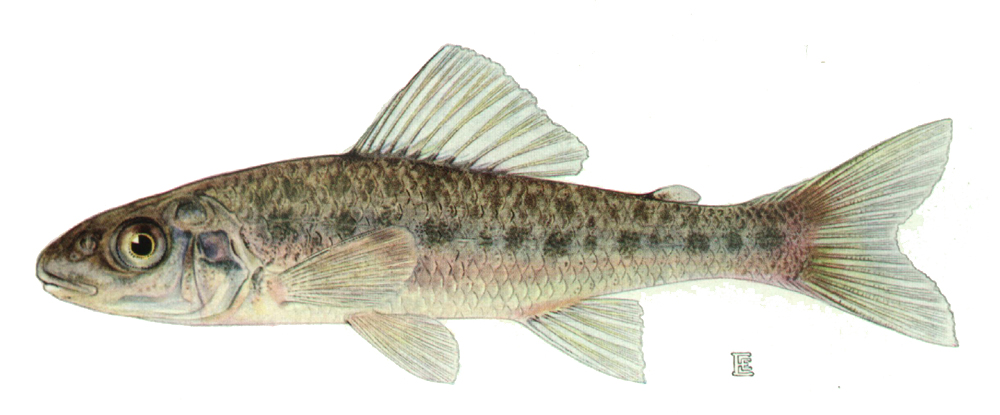
Percopsis omiscomaycus

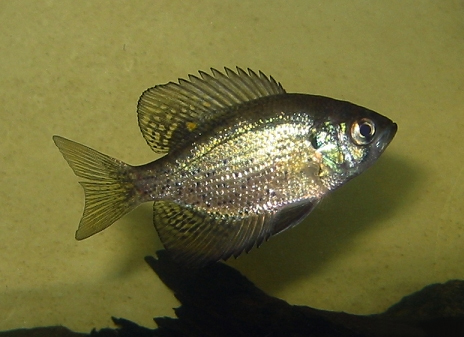
Centrarchus macropterus

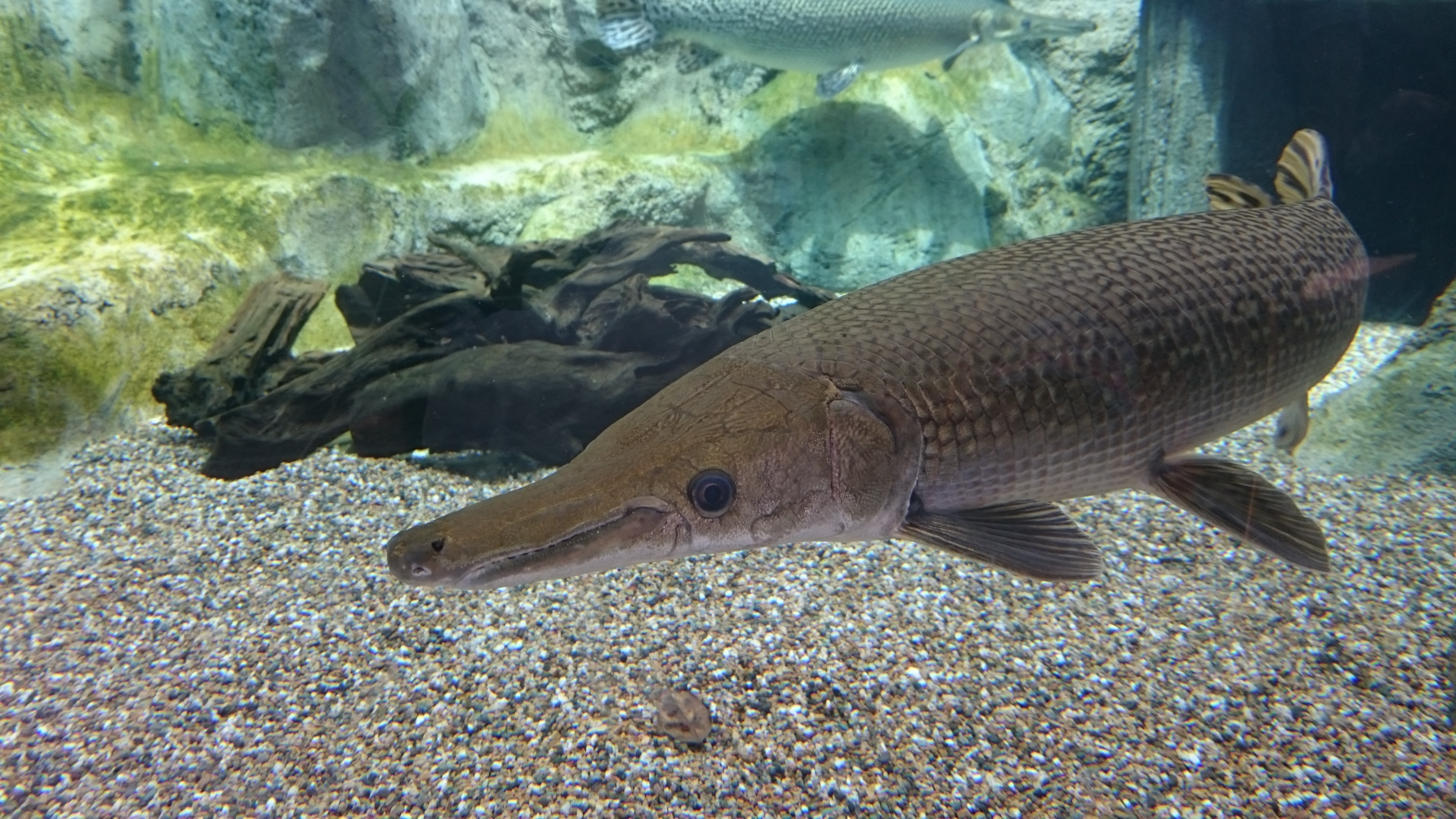
Atractosteus spatula

Aquesta llista de peixos d'Illinois inclou 78 espècies de peixos que es poden trobar actualment a Illinois ordenades per l'ordre alfabètic de llurs noms científics.

## A
- Ammocrypta pellucida
- Atractosteus spatula[1]

## C
- Campostoma oligolepis
- Centrarchus macropterus
- Coregonus artedi
- Cottus carolinae
- Couesius plumbeus
- Crystallaria asprella
- Cyprinella venusta[2]
- Cyprinella whipplei

## D
- Dorosoma cepedianum[3]
- Dorosoma petenense

## E
- Elassoma zonatum
- Ericymba buccata
- Erimystax x-punctatus
- Etheostoma camurum
- Etheostoma crossopterum[4]
- Etheostoma exile
- Etheostoma gracile
- Etheostoma histrio
- Etheostoma kennicotti[5]
- Etheostoma microperca[6]
- Etheostoma proeliare[7][2]
- Etheostoma spectabile
- Etheostoma squamiceps[8]
- Etheostoma zonale

## F
- Forbesichthys agassizii
- Fundulus diaphanus
- Fundulus dispar[2]
- Fundulus olivaceus

## G
- Gambusia affinis[9]

## H
- Hybognathus argyritis
- Hybognathus hayi[10]
- Hybopsis amnis[11]
- Hybopsis amblops[11]
- Hypophthalmichthys molitrix

## I
- Ichthyomyzon bdellium

## L
- Lepomis microlophus
- Lepomis miniatus
- Lepomis peltastes
- Lepomis punctatus
- Lepomis symmetricus[12]
- Luxilus chrysocephalus
- Luxilus zonatus[13]
- Lythrurus ardens
- Lythrurus fumeus

## M
- Macrhybopsis gelida
- Menidia beryllina
- Micropterus punctulatus[14]
- Moxostoma carinatum[15]
- Moxostoma valenciennesi[15]

## N
- Nocomis micropogon
- Notropis anogenus[16]
- Notropis boops
- Notropis dorsalis
- Notropis heterolepis
- Notropis hudsonius
- Notropis maculatus
- Notropis nubilus
- Notropis shumardi
- Notropis wickliffi[17]
- Noturus eleutherus
- Noturus exilis[18]
- Noturus miurus[19]
- Noturus nocturnus[20]

## O
- Osmerus mordax

## P
- Perca flavescens
- Percina evides
- Percina maculata
- Percina phoxocephala[21]
- Percina sciera[22]
- Percina shumardi
- Percopsis omiscomaycus
- Platygobio gracilis
- Pteronotropis hubbsi

## S
- Sander canadensis
- Sander vitreus
- Scardinius erythrophthalmus[23]